# Liste der Naturdenkmale in Gammertingen
| Naturdenkmale | Anzahl |
| ------------- | ------ |
| FND           | 3      |
| END           | 18     |
| Gesamt        | 21     |

Die Liste der Naturdenkmale in Gammertingen nennt die verordneten Naturdenkmale (ND) der im baden-württembergischen Landkreis Sigmaringen liegenden Stadt Gammertingen. In Gammertingen gibt es insgesamt 21 als Naturdenkmal geschützte Objekte, davon 3 flächenhafte Naturdenkmale (FND) und 18 Einzelgebilde-Naturdenkmale (END).
Stand: 31. Oktober 2016.

## Flächenhafte Naturdenkmale (FND)
| Name                             | Bild | Kennung     | Einzelheiten | Position | Fläche Hektar | Datum        |
| -------------------------------- | ---- | ----------- | ------------ | -------- | ------------- | ------------ |
| Lapphauser Brunnen               |      | 84370310019 | Gammertingen | ⊙        | 2,1           |              |
| Teufelstorfelsen                 |      | 84370310011 | Gammertingen | ⊙        | 0,0           | 18. Mai 1971 |
| Weidebuchen auf dem Heiligenbühl | BW   | 84370310013 | Gammertingen | ⊙        | 1,8           | 18. Mai 1971 |
| Legende für Naturdenkmal         |      |             |              |          |               |              |

## Einzelgebilde (END)
| Name                           | Bild | Kennung     | Einzelheiten | Position | Fläche Hektar | Datum         |
| ------------------------------ | ---- | ----------- | ------------ | -------- | ------------- | ------------- |
| Baumgruppe am kath. Pfarrhaus  |      | 84370310017 | Gammertingen | ⊙        | 0,0           | 18. Mai 1971  |
| Bäumle (Winterlinde)           | BW   | 84370310006 | Gammertingen | ⊙        | 0,0           | 18. Mai 1971  |
| Bildeiche                      | BW   | 84370310009 | Gammertingen | ⊙        | 0,0           | 18. Mai 1971  |
| Erdfall (Eulenloch)            |      | 84370310003 | Gammertingen | ⊙        | 0,0           | 10. März 1955 |
| Friedhofsbäume                 | BW   | 84370310015 | Gammertingen | ⊙        | 0,0           | 18. Mai 1971  |
| Fünflinden                     |      | 84370310007 | Gammertingen | ⊙        | 0,0           | 18. Mai 1971  |
| Käppeleslinde                  | BW   | 84370310008 | Gammertingen | ⊙        | 0,0           | 18. Mai 1971  |
| Kreuzlinden                    | BW   | 84370310001 | Gammertingen | ⊙        | 0,0           | 18. Mai 1971  |
| Kriechforche                   | BW   | 84370310012 | Gammertingen | ⊙        | 0,0           | 21. Okt. 1975 |
| Kugelbuche                     | BW   | 84370310018 | Gammertingen | ⊙        | 0,0           |               |
| Linde                          | BW   | 84370310020 | Gammertingen | ⊙        | 0,0           |               |
| Romouldsbuche                  | BW   | 84370310010 | Gammertingen | ⊙        | 0,0           |               |
| Sommerlinde am Lusthof         | BW   | 84370310014 | Gammertingen | ⊙        | 0,0           |               |
| Weihöhle                       |      | 84370310005 | Gammertingen | ⊙        | 0,0           | 18. Mai 1971  |
| Weihtäleseiche (Schillereiche) | BW   | 84370310004 | Gammertingen | ⊙        | 0,0           | 18. Mai 1971  |
| Wildapfelbaum                  | BW   | 84370310016 | Gammertingen | ⊙        | 0,0           | 4. März 1993  |
| Zigeunerbuche                  | BW   | 84370310000 | Gammertingen | ⊙        | 0,0           | 25. März 1935 |
| Zwieselbuche                   | BW   | 84370310002 | Gammertingen | ⊙        | 0,0           | 10. März 1955 |
| Legende für Naturdenkmal       |      |             |              |          |               |               |